# Lederschildpad
De lederschildpad (Dermochelys coriacea) is een schildpad die in zee leeft, en behoort tot de familie lederschildpadden (Dermochelyidae). Het is de enige in zee levende schildpad die niet tot de familie zeeschildpadden (Cheloniidae) behoort. Met een schildlengte tot 2,4 meter is het de grootste schildpad ter wereld.
De lederschildpad heeft een vrijwel wereldwijde verspreiding en komt voor van de tropische zeeën rond de evenaar tot in de poolwateren. De voortplanting is vergelijkbaar met die van andere in zee levende schildpadden. Door de mens werd er lange tijd op de schildpad gejaagd. Omdat de soort sterk in aantal en verspreidingsgebied achteruitgegaan is, wordt de schildpad tegenwoordig beschermd. Door het vele onderzoek dat naar deze soort is verricht, is er in vergelijking met andere schildpadden veel bekend over de biologie en levenswijze van de lederschildpad.
De lederschildpad onderscheidt zich van alle andere zeeschildpadden door de afwijkende levenswijze. Het is het enige reptiel dat vrijwel volledig leeft van kwallen, die zeer arm zijn aan voedingsstoffen. Het uiterlijk is karakteristiek omdat de voor schildpadden kenmerkende hoornschilden op het rugschild ontbreken en daarnaast de rugzijde duidelijk meervoudig gekield is. De lederschildpad is het enige reptiel dat min of meer endotherm is, de lichaamswarmte wordt zelf aangemaakt en vastgehouden. Alle andere schildpadden zijn uitgesproken poikilotherm of koudbloedig.

## Verspreiding

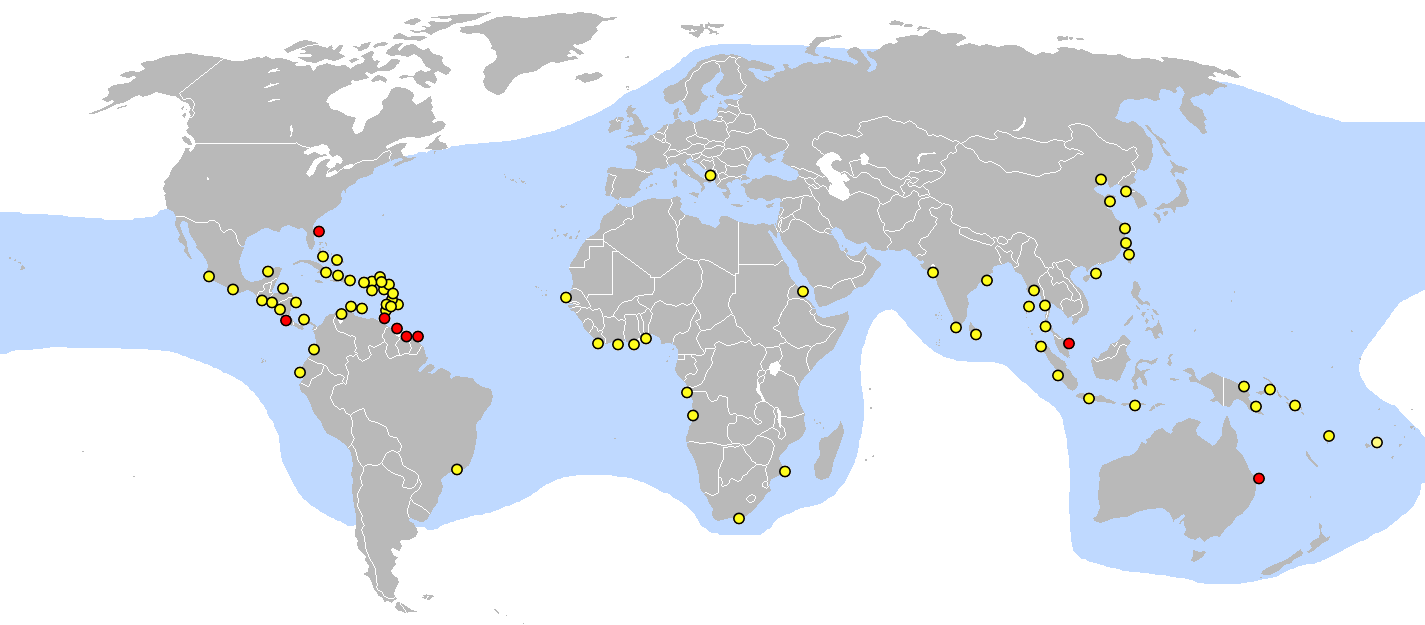
Verspreidingskaart met neststranden, rode stippen geven de belangrijkste neststranden aan, gele stippen de minder belangrijke.

De lederschildpad is pelagisch, wat betekent dat het dier in open zee leeft en zich weinig laat zien in kustzones. Dat er toch veel waarnemingen van de lederschildpad uit kustgebieden bekend zijn, komt doordat vrouwelijke schildpadden aan land komen om eieren af te zetten en dode exemplaren kunnen aanspoelen op het strand. Soms zoeken de dieren langs de kust naar voedsel, maar meestal vindt het foerageren plaats op volle zee. De lederschildpad heeft van alle in zee levende schildpadden het grootste verspreidingsgebied. De soort is kosmopolitisch en komt voor in bijna alle wereldzeeën, hoewel het verspreidingsgebied per ondersoort verschilt. Op enkele plaatsen is de soort niet aangetroffen: het uiterste zuiden van Zuid-Amerika en enkele noordelijke gebieden, het grootste deel van noordelijk Noord-Amerika, noordelijk Azië en wat Europa betreft, de zee bij IJsland.
De grootste legplaatsen bevinden zich aan de kusten van Suriname en het naburige Franse departement Guyane, en aan de overkant van de Atlantische Oceaan, de kust van Gabon. Aan deze kusten waren in 2008 de populaties stabiel of zelfs groeiend. De populaties in de Pacifische Oceaan stonden echter onder zware druk. Het verschil is deels te verklaren door het feit dat in Suriname en Guyane de nestplaatsen zich in beschermde natuurgebieden zoals Wia Wia en Galibi bevinden.
De landen en gebieden waar de lederschildpad voorkomt zijn: Andamanen en Nicobaren, Angola, Anguilla, Antigua en Barbuda, Australië, Argentinië, Bangladesh, Belize, Brazilië, Chili, Colombia, Congo-Kinshasa, Costa Rica, Cuba, Dominica, Dominicaanse Republiek, El Salvador, Ecuador, Eritrea, Fiji, Gabon, Galapagoseilanden, Ghana, Grenada, Guadeloupe, Guatemala, Guyana, Suriname, Frans-Guyana, Honduras, India, Indonesië, Israël, Italië, Ivoorkust, Japan, Kameroen, Liberia, Maagdeneilanden, Madagaskar, Maleisië, Martinique, Mexico, Montserrat, Mozambique, Myanmar, Nicaragua, Noorwegen, Pakistan, Panama, Papoea-Nieuw-Guinea, Peru, Puerto Rico, Salomonseilanden, Senegal, Somalië, Sri Lanka, Togo, Trinidad en Tobago, Venezuela, Verenigde Arabische Emiraten, Verenigde Staten en Zuid-Afrika en het Caribisch deel van het Koninkrijk der Nederlanden.

### Atlantische populaties

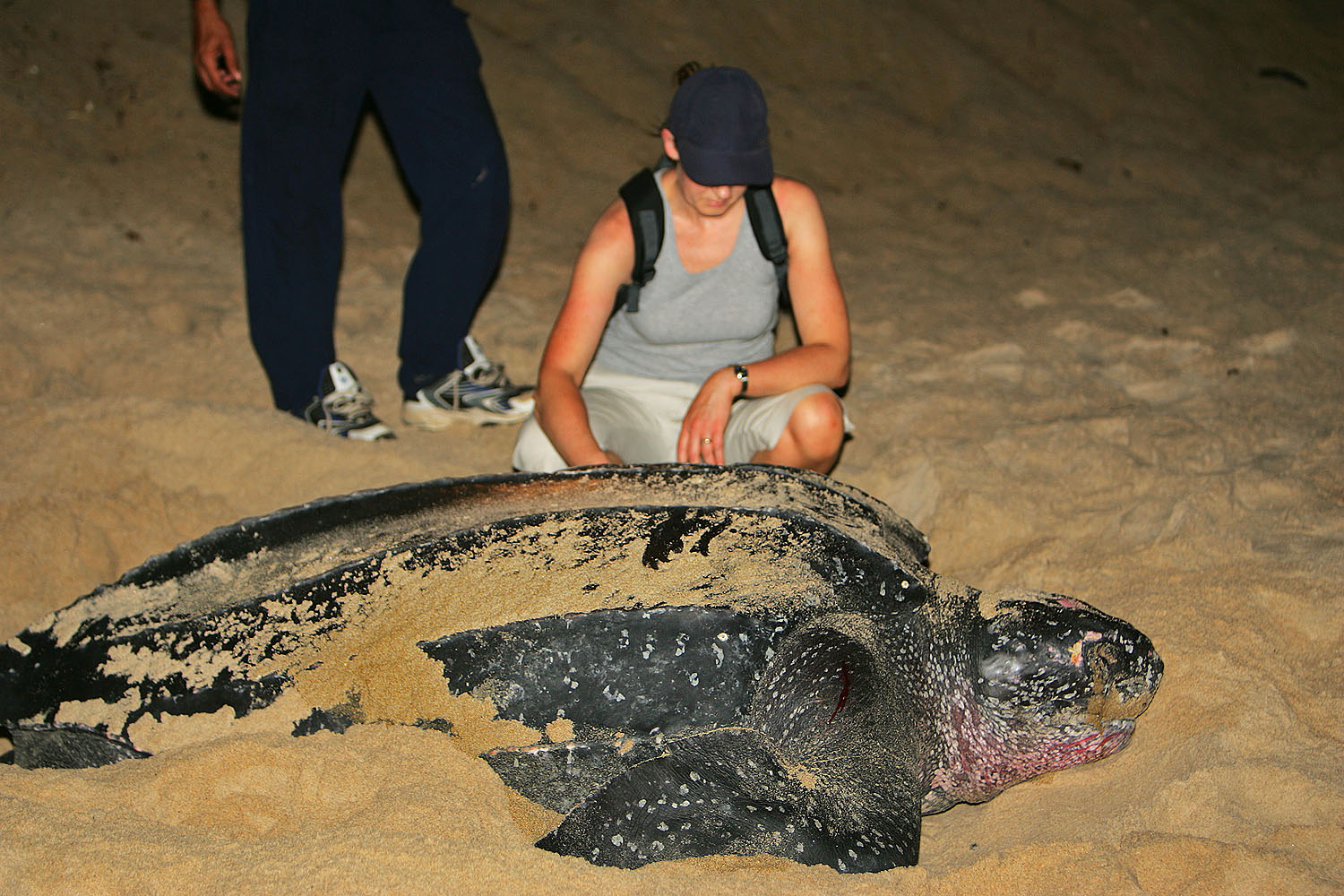
Een volwassen vrouwtje en de mens ter vergelijking.

De Atlantische lederschildpad (D. c. coriacea) komt voor in de Atlantische Oceaan. Aan de oostzijde begint het noordelijkste verspreidingsgebied in de Barentszzee, de Oostzee en de Noordzee. Hier wordt uitsluitend naar voedsel gezocht en er zijn geen nestplaatsen. In de Noordzee wordt de soort zelden aangetroffen en alleen bij wijze van uitzondering stranden exemplaren in Nederland. Een recente waarneming is een dood exemplaar, dat aanspoelde op het strand van Den Helder op 21 september 2009. Zes dagen later, op zondag 27 september 2009, werd een levend dier waargenomen en gefotografeerd tussen Den Helder en Texel. Op 22 september 2020 werd een levend exemplaar gefilmd in de Oosterschelde. Ook in Belgische wateren wordt de soort heel uitzonderlijk waargenomen.
In Europa komt de schildpad verder voor in de Middellandse Zee en de Zwarte Zee. In Europa is echter maar één legplaats bekend, in Italië. In de Egeïsche Zee komt de lederschildpad niet voor, in 1997 werd voor het eerst in de recente geschiedenis een dood exemplaar in ondiep water aangetroffen in Turkije. Het dier was verstrikt geraakt in een vissersnet en werd drijvend gevonden bij een waterdiepte van tien tot dertien meter. De carapaxlengte bedroeg 129 centimeter, het was waarschijnlijk een groot maar subadult mannetje, gezien de onderontwikkelde seksuele kenmerken.
Verder naar het zuiden komt de lederschildpad voor langs de gehele Afrikaanse kust tot onder Zuid-Afrika. Verspreid langs de kust liggen hier ook een aantal van de minder belangrijke neststranden, alleen de legstranden in Gabon zijn van enig belang; het hier gelegen Nationaal Park Mayumba is de belangrijkste afzetplaats van het gehele Afrikaanse continent. Onderzoek wees uit dat er jaarlijks meer dan tienduizend nesten worden afgezet aan de gehele westkust van Afrika, maar het precieze verspreidingsgebied is niet bekend. Daarnaast zijn er weinig historische gegevens waarmee de cijfers vergeleken kunnen worden.
Aan de westelijke kant van de Atlantische Oceaan ligt de noordgrens van het verspreidingsgebied bij de kust van Newfoundland en Labrador in Canada en de zuidgrens halverwege de kust van Argentinië. Wereldwijd de belangrijkste neststranden van de schildpad liggen rond de Golf van Mexico en de Caraïbische Zee voor en de soort komt in dit hele gebied voor. De bekendste legplaatsen zijn te vinden in de Verenigde Staten in oostelijk Florida, waar jaarlijks enkele honderden nesten worden afgezet. Andere bekende legplaatsen zijn Costa Rica (Parismina), Suriname en Guyana.

### Pacifische populaties
De Pacifische lederschildpad (D. c. schlegelii) leeft in de Grote Oceaan, er worden twee verschillende populaties onderscheiden. De westelijke populatie zet de eieren af op stranden in Papoea, India en de Salomonseilanden. Het foerageergebied bevindt zich echter aan de andere kant van de Grote Oceaan, langs de westkust van Noord-Amerika. In Australië is één nestplaats aan de oostkust bij de stad Brisbane, dit is een van de belangrijkste afzetplaatsen.
De oostelijke populatie zoekt naar voedsel in zuidelijke wateren, langs de kust van Zuid-Amerika tot in Peru en Chili. De neststranden liggen in Midden-Amerika, van Mexico tot Costa Rica, waar ook de Atlantische populaties hun eieren begraven.
De lederschildpadden die op Maleisië de eieren afzetten worden wel beschouwd als een derde populatie, het aantal exemplaren wordt echter geschat op enkele honderden, waarmee deze groep op de rand van uitsterven staat.

## Uiterlijke kenmerken

Een schema van het rugschild.

De lederschildpad heeft net als alle schildpadden een groot en opvallend schild, waar vier zwempoten, een kop en een staart uitsteken. Net zoals de zeeschildpadden kan de lederschildpad zijn ledematen en kop niet in het schild terugtrekken bij gevaar.
De kop, staart en poten zijn donkergrijs tot zwart gekleurd, met soms kleinere lichte tot roze vlekjes. Het vlekjespatroon verschilt per exemplaar en wordt door wetenschappers gebruikt om verschillende individuen uit elkaar te houden. De snuit is stomp en de bovenkaak heeft twee tandachtige uitsteeksels aan de voorzijde van de bovenkaak. Het schild heeft dezelfde kleur als de ledematen, de onderzijde is lichter. Door een donkere bovenzijde en een lichtere onderzijde is de schildpad zowel van boven als van onderen moeilijker te zien in het water.
De lederschildpad is de grootste en zwaarste schildpad ter wereld. Op enkele grotere krokodilachtigen na is het tevens het grootste nog levende reptiel op Aarde. Het gemiddelde gewicht is 575 kilogram en het lichaamsgewicht kan oplopen tot meer dan 900 kilogram, vergelijkbaar met een kleine auto. Lederschildpadden bereiken een gemiddelde schildlengte van 1,5 tot 1,6 meter, dus exclusief kop en staart. Deze gemiddelde lengte geldt voor de vrouwtjes, de mannetjes blijven kleiner. Vrouwtjes worden het vaakst waargenomen, omdat ze gedurende het voortplantingsseizoen meerdere keren aan land komen, waarbij het schild kan worden opgemeten. Mannetjes en vrouwtjes kunnen worden onderscheiden door de langere staart van het mannetje, die tot voorbij de achterpoten reikt; de staart van het vrouwtje is korter. Daarnaast heeft een mannetje een iets holler buikschild dan het vrouwtje, dit dient om makkelijker op haar te klimmen bij de paring; bij een plat schild zou hij eraf glijden.
De meeste exemplaren blijven onder de twee meter, maar er zijn uitschieters bekend die aanmerkelijk groter werden. Het grootste exemplaar werd in 1988 gevangen in Gwynedd (Wales). De totale lengte van dit dier was 2,74 meter en de schildpad had een totaalgewicht van 914 kilogram. De langste Nederlandse lederschildpad werd op 4 augustus 1968 op Ameland dood aangetroffen. Dit exemplaar had een totale lengte van 2,44 meter en een schildlengte van 1,58 m.

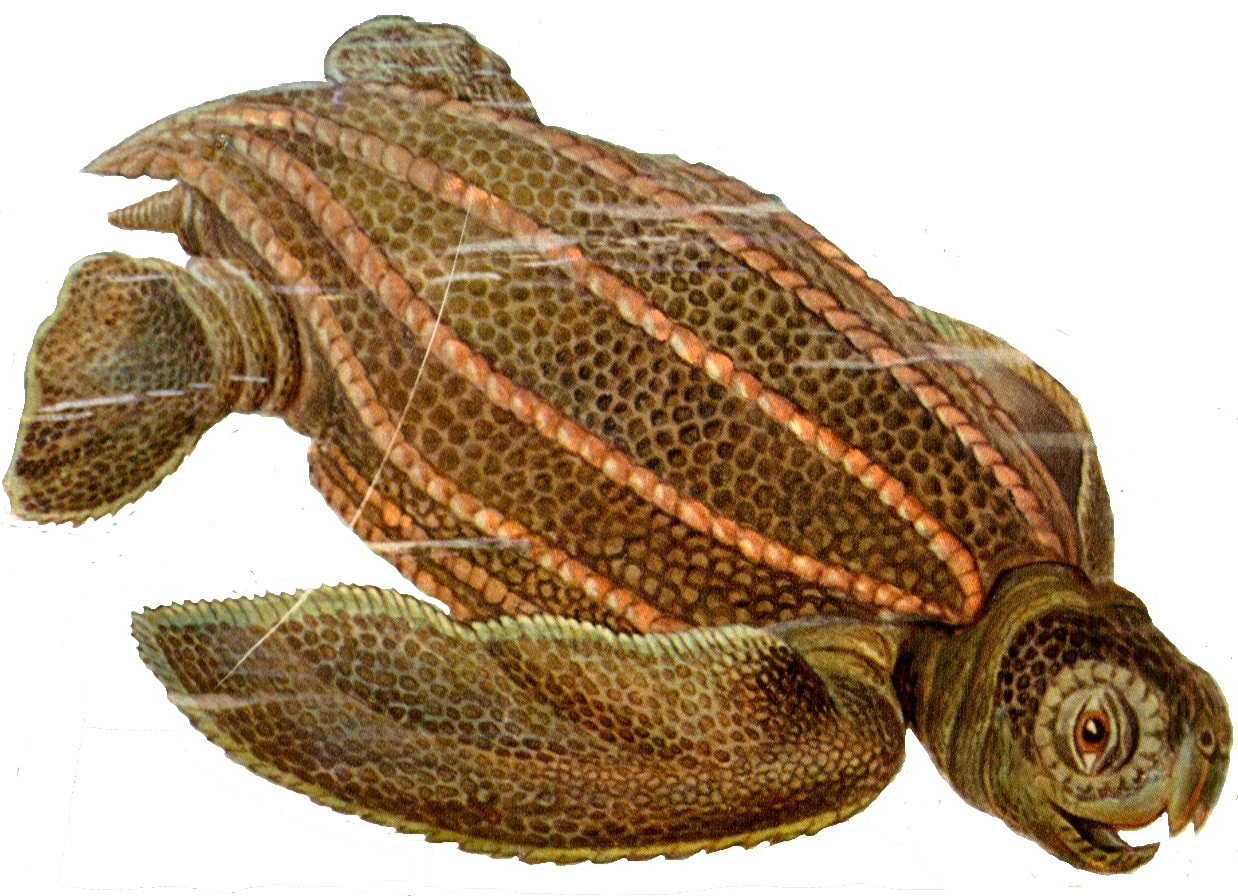
Afbeelding van Haeckels' Kunstformen der Natur (1904). De tandachtige uitsteeksels, het flexibele schild en de verlengde voorpoten zijn op deze afbeelding wat sterk aangezet.

De lederschildpad is eenvoudig van alle andere schildpadden te onderscheiden door zijn grootte, maar met name doordat het rugschild geen zichtbare hoornplaten heeft. Bij de weekschildpadden ontbreken die platen ook, maar dat zijn zoetwaterdieren. Pasgeboren lederschildpadden hebben nog wel hoornplaat-achtige structuren op het schild maar verliezen deze binnen zes maanden. Het werkelijke schild bestaat net als bij andere schildpadden uit een door de ribben gevormde laag botweefsel. Deze is bedekt met een ongeveer 4 cm dikke laag bindweefsel die vele kleine benige plaatjes bevat. Deze beenplaatjes hebben een enigszins mozaïekachtige verspreiding. De lederschildpad heeft dus wel een uitwendig schild maar dit is niet zichtbaar vanaf de buitenzijde. Het bindweefsel bevat een olieachtige substantie die isoleert en het dier beschermt tegen lage watertemperaturen.
Het schild heeft zeven duidelijke lengterichels die ook wel kielen worden genoemd aan de bovenzijde. De middelste drie zijn het duidelijkst zichtbaar. De twee kielen aan iedere flank zijn minder geprononceerd.
Het ontbreken van externe hoornschilden en de aanwezigheid van kielen op de rug is uniek voor deze diersoort en dient waarschijnlijk om wrijving te verminderen tijdens het zwemmen. Het relatief flexibele schild is ook een voordeel bij het duiken omdat het bij grotere diepten en de daarmee gepaard gaande hogere druk kan worden samengeperst zonder dat de schildpad daar schade van ondervindt. Een hard en met keratine bedekt schild zoals de meeste schildpadden hebben zou in elkaar worden gedrukt op grote diepte.
Net als het schild zijn ook de poten van de lederschildpad aangepast op een zwemmend bestaan; de voorpoten zijn opvallend groot en sterk peddelachtig afgeplat. De spanwijdte van de gespreide voorpoten bedraagt tot 2,7 meter. De voorpoten zijn glad van structuur en verzorgen de voortstuwing bij het zwemmen. De achterpoten worden gebruikt om te sturen, ze zijn duidelijk korter maar veel breder dan de voorpoten en hebben een relatief groot oppervlak in verhouding tot de lengte. Lederschildpadden hebben, in tegenstelling tot zeeschildpadden, geen restanten van klauwen aan hun zwempoten.
Er bestaan twee ondersoorten die voornamelijk verschillen in verspreidingsgebied en uiterlijk.
De Atlantische lederschildpad (Dermochelys coriacea coriacea) heeft grotere voorpoten, een kortere kop en een donkerdere kop en nek met minder vlekjes.
De Pacifische lederschildpad (Dermochelys coriacea schlegelii) heeft een lichtere kleur en meer vlekjes, een langere kop en kortere voorpoten. Onderzoek zal echter moeten uitwijzen of al deze kenmerken typerend zijn of berusten op aannames. Wel staat vast dat de Pacifische lederschildpad aanzienlijk langer en zwaarder wordt dan de Atlantische.

## Levenswijze
De lederschildpad is een onschuldige soort die niet snel zal proberen te bijten, in tegenstelling tot andere schildpadden met een grote kop en stevige kaakspieren. Het dier is erg schuw en zal proberen snel weg te zwemmen bij een confrontatie met een mens.
De schildpad is erg solitair en wordt op open zee alleen bij de migratie van foerageergebieden naar de voortplantingswateren in kleine groepjes van enkele individuen aangetroffen. Door de pelagische levenswijze (op open zee levend) heeft de schildpad verschillende aanpassingen die landbewonende soorten niet hebben. Omdat het dier permanent in zee leeft, wordt veel zout ingeslikt en om hiervan af te komen scheidt de schildpad geconcentreerde zoutoplossingen af via klieren bij de ogen. In het water is dit niet te zien, alleen bij vrouwtjes die op het land de eieren afzetten lijkt het net alsof ze huilen. Door de excretie wordt tevens het zand afgevoerd dat in de ogen komt tijdens het graven van het nest.
De lederschildpad trekt gedurende zijn leven vele malen van tropische en subtropische gebieden naar relatief koude, diepe wateren tot boven Noorwegen. De tropische gebieden worden bezocht om de eieren af te zetten, in de koudere wateren leven meer kwallen, het favoriete voedsel. Omdat de koele foerageergebieden en de tropische voortplantingswateren ver van elkaar liggen, leidt de lederschildpad een permanent zwemmend bestaan en legt hij enorme afstanden af. Er worden jaarlijks trektochten gemaakt van duizenden kilometers; van één exemplaar is bekend dat in amper twee jaar tijd een afstand van 20.000 kilometer werd afgelegd, van Indonesië tot de Verenigde Staten.
Omdat de schildpad een gestroomlijnd schild heeft en over grote, brede en krachtige poten beschikt, is het een uitstekende zwemmer die een maximale snelheid kan bereiken van iets meer dan 35 kilometer per uur. De schildpad zwemt gemiddeld zo'n 45 tot 65 kilometer per dag.

### Voortplanting en ontwikkeling

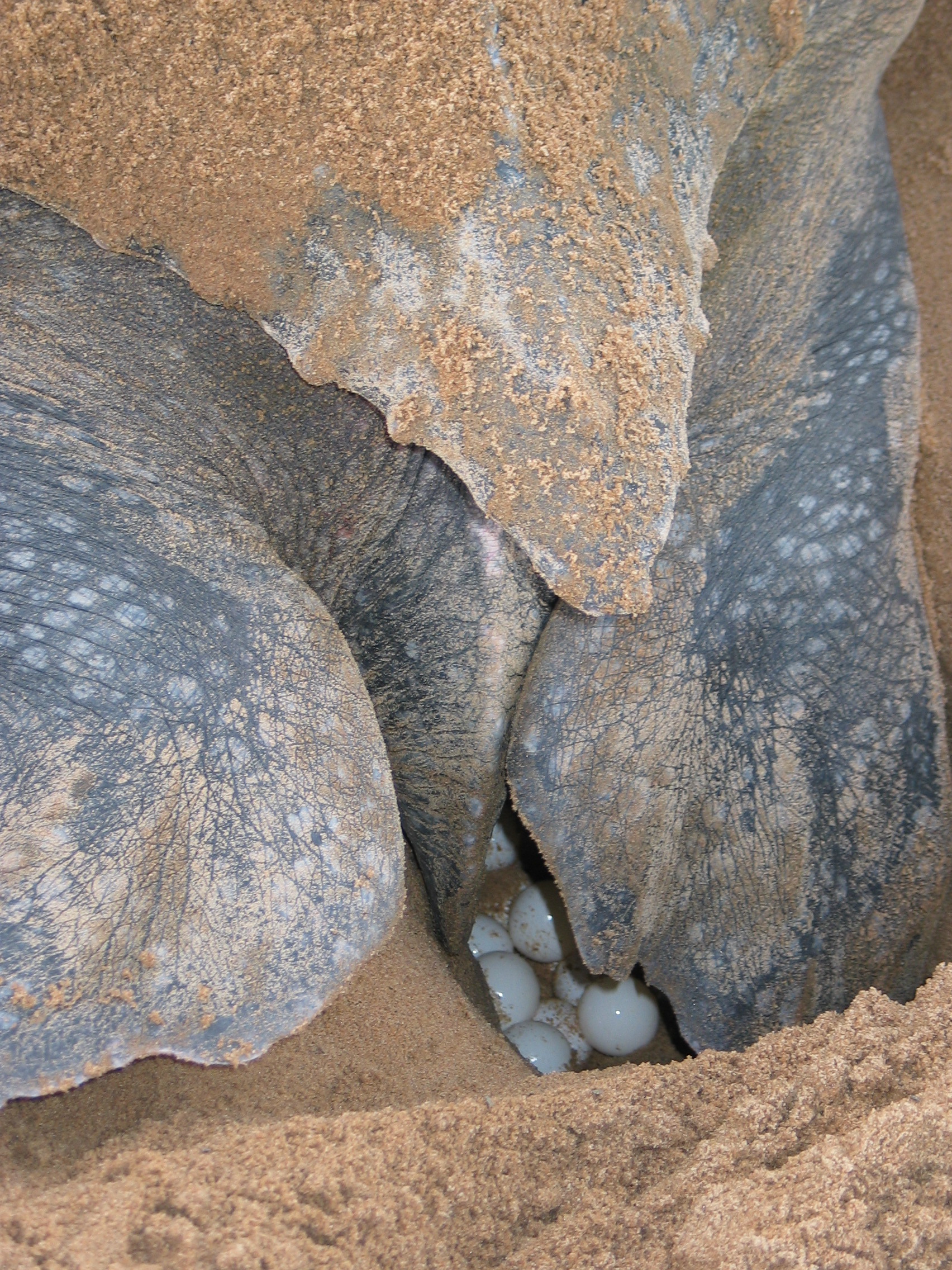
In het nest worden gemiddeld 110 eieren gedeponeerd, die rond van vorm en wit van kleur zijn.

Over de voortplanting van de lederschildpad is nog veel onbekend. Zo werd de belangrijkste nestplaats pas in 1976 ontdekt. Ook de leeftijd waarbij de schildpad volwassen is en zich voort kan planten is gebaseerd op schattingen. Hetzelfde geldt voor de maximale leeftijd, die geschat wordt op ten minste enkele tientallen jaren. Het bestuderen van exemplaren in gevangenschap is niet mogelijk, omdat de lederschildpad buiten de natuurlijke habitat niet lang overleeft. Ook bij andere in zee levende schildpadden is het bestuderen van exemplaren in gevangenschap problematisch.
De paring vindt plaats in zee, de vrouwtjes paren iedere twee tot drie jaar waarbij ze zich vaak door meerdere mannetjes laten bevruchten. De paring is niet zelden een hachelijke zaak; deze vindt onder water plaats waarbij het gevaar bestaat dat de dieren zonder zuurstof komen te zitten. Omdat de vrouwtjes niet ieder jaar paren, worden ze door de mannetjes soms ronduit agressief benaderd in de hoop op een paring. Het vrouwtje zal dan naar de bodem duiken en moeten afwachten tot het mannetje geen zuurstof meer heeft en moet bovenkomen om adem te halen. Uit onderzoek blijkt dat de vrouwtjes met meerdere mannetjes paren uit lijfsbehoud; als ze zich verzetten raken ze sneller beschadigd door de agressieve mannetjes.
Door hun logge lichaam, dat op een zwemmend bestaan is gebouwd, zijn ze aan land erg kwetsbaar en alleen de vrouwtjes komen aan land, om eieren te leggen. Bovendien kunnen lederschildpadden – net als alle in zee levende schildpadden – de kop en poten niet terugtrekken in het schild, waardoor ze een gemakkelijke prooi zijn. Het vrouwtje graaft soms verschillende kuilen die niet als nest worden gebruikt, waarschijnlijk om roofdieren te misleiden.
Vrouwtjes worden soms ieder jaar, maar meestal om de twee tot drie jaar zwanger en ze begraven de eieren op stranden. Er mogen niet te veel rotsen zijn, want deze beschadigen het schild De afzetplaatsen zijn over de hele wereld verspreid; in Noord-Amerika (Mexico, de Amerikaanse staat Florida), Midden-Amerika (onder andere de Caribisch Gebied; Trinidad en Tobago en de Dominicaanse Republiek), Zuid-Amerika (Suriname, Frans-Guyana, Panama), Afrika (Gabon, Zuid-Afrika), de kuststreken van de Indische Oceaan (Ceylon, India, Maleisië, Natal, Thailand en ten slotte de kust van Australië, behalve in het zuiden. Het vrouwtje kan de eieren afzetten bij haar foerageergebied, maar reist vaak terug naar het strand waar ze zelf is geboren. Dit komt wel bij meer zeeschildpadden voor, maar het mechanisme hierachter is niet precies bekend. Bij de lederschildpad is waargenomen dat het vrouwtje een rondje om het nest kruipt nadat de eieren zijn afgezet, echter ook de pasgeboren schildpadjes vertonen dit gedrag. Het dient waarschijnlijk om de locatie goed in te prenten voor later bezoek.

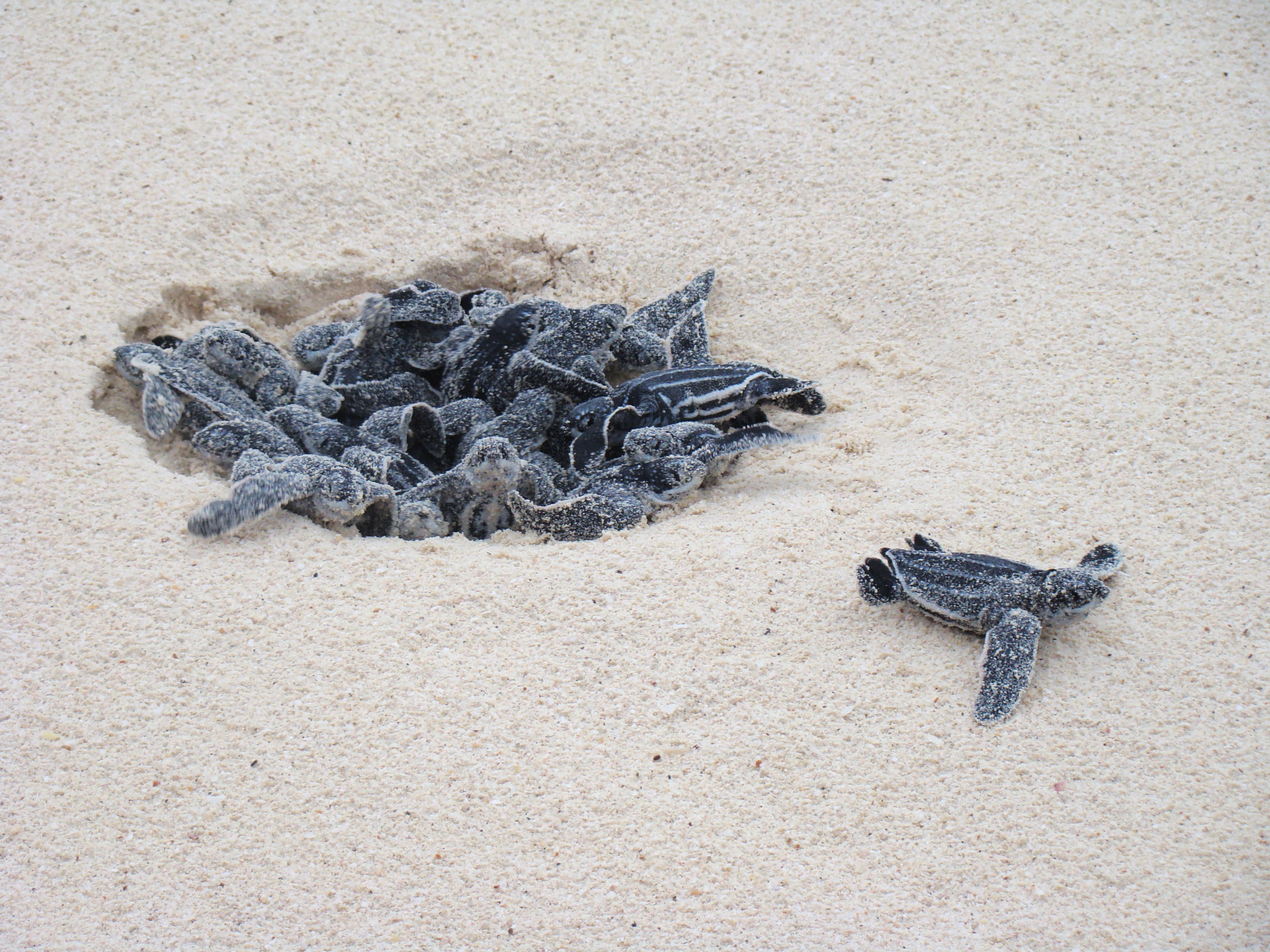
Juvenielen op een strand in Aruba verlaten het nest.

In een afzetseizoen komt het vrouwtje vijf tot zeven keer aan land om de eieren af te zetten, het interval tussen de legsels is ongeveer negen tot tien dagen. Ieder legsel bevat ongeveer 50 tot 170 eieren, gemiddeld 110. Hiervan zijn er gemiddeld zo'n 80 bevrucht en 30 onbevrucht. Onbevruchte eieren bevatten geen dooier en zullen zich niet ontwikkelen omdat ze niet levensvatbaar zijn. De meeste eieren worden opgegeten door vijanden en ook de jonge schildpadjes worden door van alles belaagd, zie ook onder het kopje Vijanden en verdediging. Van de nesten die niet door predatie worden vernietigd, zal slechts 50% van de juvenielen het nest verlaten. De vrouwtjes graven de nesten op verschillende plaatsen, soms dicht bij het strand en soms graaft een vrouwtje het nest onder de vloedlijn, waardoor de eieren onder water komen te staan en verrotten.
De embryo’s van de lederschildpad hebben geen geslachtschromosomen: de temperatuur bepaalt of uit het ei een mannetje of een vrouwtje komt. Bij een temperatuur van 29,5 °C komen er evenveel mannetjes als vrouwtjes uit het ei, bij 28,75 °C of minder kruipen er voornamelijk mannetjes uit het ei en een temperatuur hoger dan 29,75 °C levert voornamelijk vrouwelijke exemplaren op. Na ongeveer negen weken komen de juvenielen 's nachts of bij slecht weer uit. Daarbij graven de kleintjes zichzelf uit, wat dagen kan duren. Daarna kruipen ze naar zee. Als het strand verlicht wordt – wat in toeristische kuststreken nogal eens het geval is – raken ze verward en rennen ze de verkeerde kant op, naar het land, waar ze geen schijn van kans maken. De juvenielen zijn als ze uit het ei kruipen ongeveer vijf tot zeven centimeter lang en hebben een gewicht van ongeveer veertig tot vijftig gram. Over de levenswijze en het gedrag van jonge lederschildpadden is nog vrijwel niets bekend. Vermoed wordt, dat de lederschildpad veel sneller groeit dan andere in zee levende schildpadden. Uit onderzoek door Zug en Parham uit 1996 aan het skelet blijkt dat de dieren ongeveer na 13 tot 14 jaar volwassen worden. De maximale leeftijd wordt door wetenschappers geschat op meer dan 30 jaar, met een geschatte gemiddelde generatieduur van 22 jaar. De leeftijd van de lederschildpad kan worden vastgesteld door naar de groeilagen in botjes van het oog te kijken.

### Voedsel

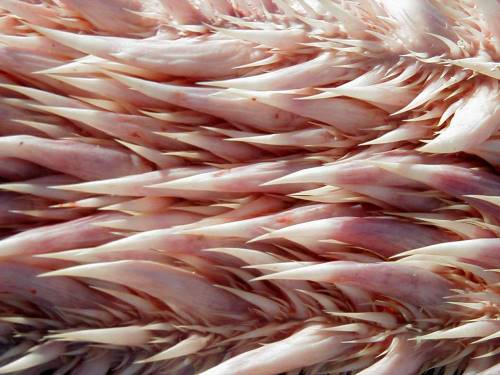
De slokdarm is voorzien van stekels die als weerhaken voorkomen dat delen van de prooi terug glijden naar de bek.

De lederschildpad is een van de weinige dieren die vrijwel volledig leeft van kwallen. Omdat kwallen grotendeels uit water bestaan en een lage voedingswaarde hebben moet de schildpad grote hoeveelheden kwallen eten. Onder andere de oorkwal (Aurelia aurita) en de 4 kilo zware gele haarkwal (Cyanea capillata) zijn belangrijke prooien. Voor zover bekend is de lederschildpad niet immuun voor het eventuele gif in de netelcellen van de prooi, maar heeft het dier aanpassingen in het spijsverteringskanaal die voorkomen dat het gestoken wordt. Ook het voor mensen gevaarlijke Portugees oorlogsschip staat op het menu. Van een lederschildpad is een waarneming gedaan waarbij 69 gele haarkwallen werden verorberd in drie uur tijd.
De lederschildpad heeft verschillende aanpassingen op het eten van kwallen. De rand van de bek is in tegenstelling tot de 'echte' zeeschildpadden niet plat om harde prooien te kraken, maar juist scherp om ze in stukken te knippen. Aan de voorzijde van de bek zijn twee uitstekende tandachtige punten aanwezig die een stansachtige functie hebben. De binnenzijde van de slokdarm is voorzien van vele stekelachtige, naar achteren gerichte uitsteeksels die dienen om te voorkomen dat stukjes kwal naar voren kunnen glijden, wat hem toelaat het mee ingeslikt zeewater uit te stoten voordat de kwal de maag bereikt. Naast neteldieren als kwallen worden ook wel andere weke dieren gegeten, bijvoorbeeld manteldieren als salpen en weekdieren als inktvissen. Een deel van het voedsel bestaat uit dieren met een skelet zoals vissen en kreeften en ook verschillende planten worden gegeten.
Vanwege de voorkeur voor kwallen wordt de lederschildpad als een nuttig dier gezien. Kwallen – beter gezegd: vrijzwemmende neteldieren – zijn niet geliefd bij mensen of vissen. Kwallen zijn slijmerig en kunnen soms steken of duiken massaal op in vissersnetten. Daarnaast leven kwallen voornamelijk van jonge vissen en draagt de schildpad door ze op te eten indirect bij aan een betere visstand.

### Vijanden en verdediging
De volwassen lederschildpad heeft nauwelijks natuurlijke vijanden en is niet kwetsbaar voor de aanvallen van andere zeedieren. De enige uitzonderingen zijn grotere haaien zoals de witte haai (Carcharodon carcharias) en rovende zeezoogdieren als de orka (Orcinus orca). Dergelijke vijanden zijn erg groot en krachtig en daarnaast zeer goede zwemmers.
De eieren staan bloot aan allerlei gevaren en het leeuwendeel van de schildpadden wordt opgegeten voor ze de kans krijgen het ei te verlaten. Voornamelijk wereldwijd geïntroduceerde dieren als honden, varkens en ratten graven de eieren op, net als verschillende lokale, van de geografische locatie afhankelijke dieren, zoals de rode neusbeer, die in Zuid-Amerika leeft. Zelfs kleine geleedpotige dieren die niet op schildpadden jagen zoals krabben en mieren kunnen een nest volledig verwoesten.
Ook de meeste jonge schildpadjes worden binnen korte tijd opgegeten door vijanden omdat ze nog niet kunnen duiken en door vogels vanuit de lucht uit het water gepikt worden en van onderen worden belaagd door verschillende zeedieren.
De meeste schildpadden begeven zich liefst in ondiep water, ook de in zee levende soorten leven vaak langs de kust. De vrouwtjes zetten de eieren niet zelden af op eilanden. De lederschildpad echter prefereert diepere wateren, dit dient onder andere om confrontaties met vijanden te voorkomen. De lederschildpad is zo sterk op het water aangepast, dat het vrouwtje voor het afzetten van de eieren hellende kusten vermijdt, omdat ze zich hier simpelweg niet kan verplaatsen. Ook kusten met koraalriffen en eilanden worden vermeden als afzetplaats, alleen zeer licht aflopende stranden zijn geschikt. Een nadeel is dat dergelijke zachte stranden gemakkelijk worden weggeslagen door een storm, wat het nageslacht vernietigt.

### Warmbloedigheid

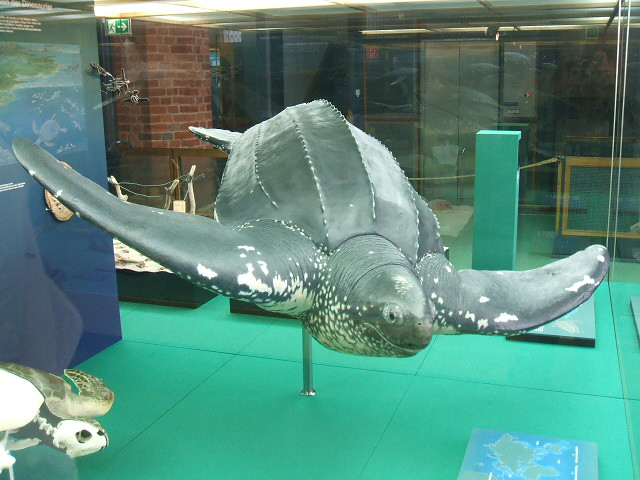
Model van een zwemmende lederschildpad

Lange tijd werd niet begrepen hoe lederschildpadden kunnen overleven in de koude poolwateren, maar door onderzoek wordt er steeds meer bekend. Het hangt samen met hun formaat en met hun activiteitenpatroon, dat anders is dan bij de meeste reptielen. Vrijwel alle reptielen zijn koudbloedig of meer specifiek ectotherm. Ze kunnen met het lichaam geen warmte produceren, maar zijn er op ingesteld zo min mogelijk te bewegen en zo veel mogelijk stil te zitten om energie te sparen. Bij de lederschildpad is dit niet het geval. Een combinatie van factoren ligt hieraan ten grondslag, met als belangrijkste de permanent zwemmende levenswijze. De lederschildpad zwemt vrijwel continu en door de zwembewegingen wordt langdurig energie verbruikt, waarbij in de spieren van de voorpoten veel warmte vrijkomt. Deze wordt benut om de lichaamstemperatuur te verhogen. Het lichaamsvolume en de massa van de volwassen schildpad, die een gemiddeld gewicht heeft van 400 kilo, zijn groot genoeg om de warmte vast te houden; dit wordt gigantothermie genoemd. Daarnaast zorgt het oliehoudende weefsel van het schild voor een goede isolatie, waardoor de lederschildpad wordt beschouwd als endotherm, in tegenstelling tot alle andere reptielen die koudbloedig (ectotherm) zijn.
Endothermie (het opwekken van warmte door het lichaam) bij koudbloedige dieren is wel uniek bij de reptielen, maar niet in de dierenwereld. Ook van sommige vissen is bekend dat ze zichzelf zo van warmte kunnen voorzien, een voorbeeld is de tonijn. Net als veel andere schildpadden neemt de lederschildpad soms wel een zonnebad, daarvoor komt hij niet aan land, maar laat zich drijvend aan het wateroppervlak opwarmen.
Het vermogen om de lichaamstemperatuur te verhogen biedt enkele grote voordelen, biologen die onderzoek doen naar de levenswijze hebben spectaculaire ontdekkingen gedaan. De lederschildpad blijkt in staat om een lichaamstemperatuur te bereiken die tot 18 °C hoger is dan de omgevingstemperatuur (Frair, Ackman en Mrosovsky; 1972), wat een verklaring is voor de aanwezigheid in zeer koele wateren. Er zijn waarnemingen gedaan van exemplaren die in wateren met een temperatuur van minder dan 10 °C naar voedsel zochten. Alleen volwassen exemplaren kunnen dergelijke temperaturen aan; juvenielen en subadulten blijven in de buurt van de kust in tropische tot subtropische wateren, tot ze groot genoeg zijn om de lage temperaturen te weerstaan. Tot ze een carapaxlengte van ongeveer een meter hebben bereikt, houden jongere dieren zich in de regel op in wateren met een temperatuur van boven de 26 Celsius.
De lederschildpad is niet de enige soort die een lage temperatuur kan doorstaan, ook enkele landschildpadden kunnen enkele graden onder nul overleven tijdens de winterslaap maar gebruiken suikers in het bloed als antivries. Dit mechanisme is echter niet te vergelijken met de endothermie van de lederschildpad.

## Voortbeweging

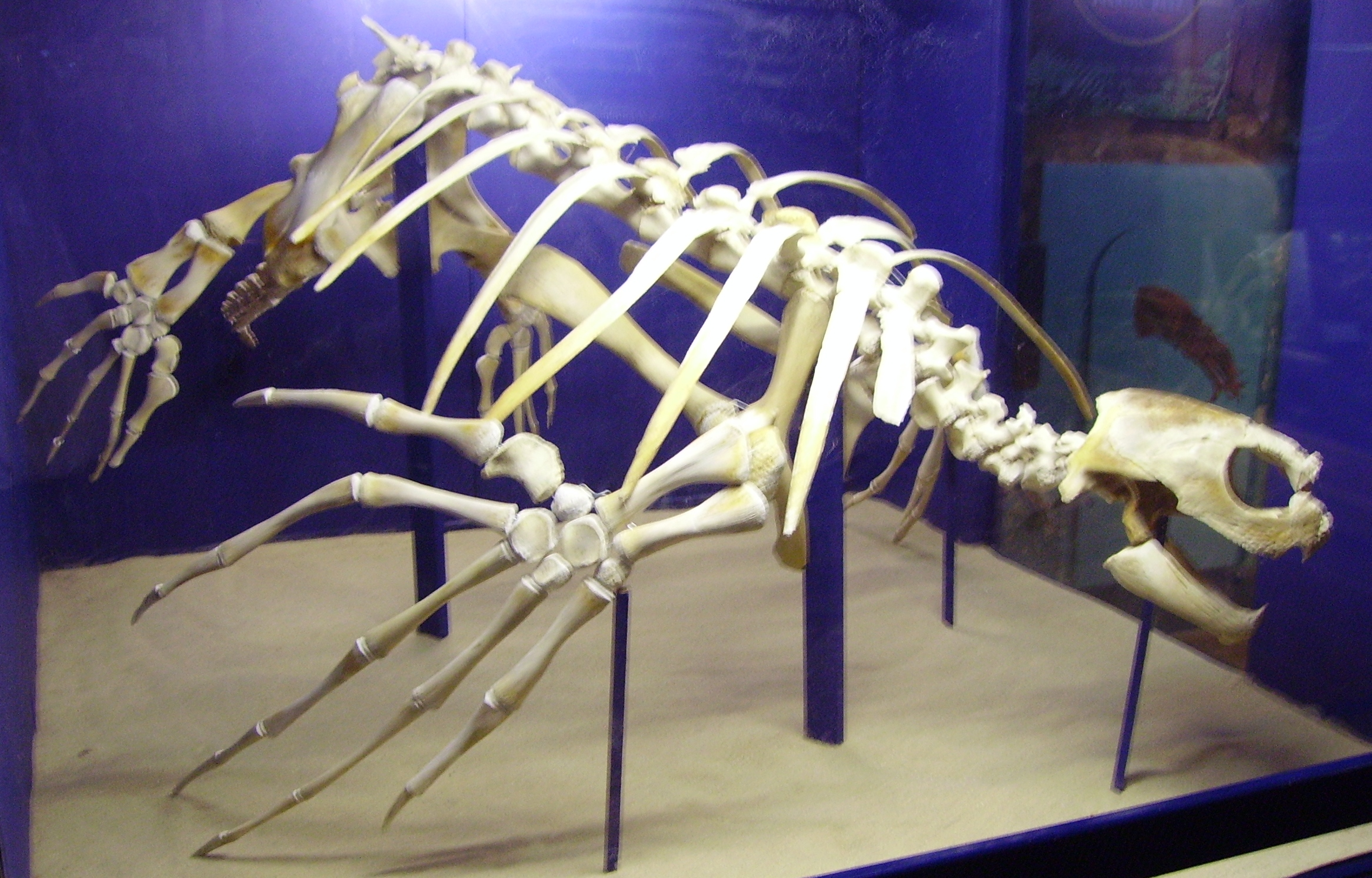
Skelet van een lederschildpad

De lederschildpad wordt door biologen gezien als een zwemmachine; zowel de inwendige aanpassingen als de uitwendige kenmerken zijn afgestemd op de permanent zwemmende levenswijze en zelfs de bloedsomloop is hierop aangepast. Het sterk gestroomlijnde en enigszins druppelvormige lichaam bestaat uit een glad en meervoudig in de lengte gekield schild, waar de kop en poten naadloos bij aansluiten, wat de hydrodynamica bevordert. Hoewel voor de voortbeweging gewoonlijk de term zwemmen gebruikt wordt, is de techniek totaal niet te vergelijken met het zwemmen van vissen, die hun lichaam in een s-beweging krommen. Een schildpad kan dit uiteraard niet en de zwemslag lijkt sterk op de vlucht van vogels en soms op een roeibeweging of een schoolslag, zij het veel verfijnder. De voortstuwing is voornamelijk de taak van de voorpoten, de achterpoten helpen daarbij en zijn belangrijk voor stabiliteit en draaiingen.
In 2014 lukte het voor het eerst om voldoende metingen te doen voor een biomechanisch model van de zwembeweging van lederschildpadden. Het onderzoek, verricht aan jonge dieren, wees onverwacht uit dat lange, slanke exemplaren minder efficiënt zwemmen dan hun plompere soortgenoten.
De bloedsomloop van de lederschildpad is aangepast op de zwemmende levenswijze. Als koelere wateren worden betreden kan de lichaamstemperatuur worden gehandhaafd door de bloedtoevoer naar de zwempoten af te sluiten. Ook wordt tijdens een duik de bloedtoevoer naar de longen afgesloten door een sluitende spier om energie te besparen; de longen worden tijdens een duik niet gebruikt. Andere schildpadden zijn in staat om korte bewegingen te maken met de voorpoten als ze in afwijkende omgevingen terechtkomen, zoals grote deining of een ondiepe plek in de zee. De lederschildpad echter kan alleen horizontale roeiende slagbewegingen maken met de voorpoten.
Niet alleen de lengte en het gewicht, maar ook het duikvermogen van de lederschildpad is ongekend binnen de reptielenwereld. Er is een waarneming gedaan van een lederschildpad op een diepte van meer dan 1200 meter. Voor andere in zee levende schildpadden is een dergelijke duik onmogelijk, de diepte en de daarmee gepaard gaande druk zouden het schild verpletteren en de schildpad laten imploderen wat het dier niet overleeft. Alle andere zeeschildpadden blijven in de buurt van de kust en verplaatsen zich wel op open zee van locatie naar locatie maar duiken doen ze slechts op beperkte diepte. Door de dikke en stugge laag bindweefsel op het schild van de lederschildpad – in plaats van hoornschilden zoals vrijwel alle andere schildpadden – kan het schild in elkaar worden gedrukt zonder dat het dier daar last van heeft.

## De lederschildpad en de mens

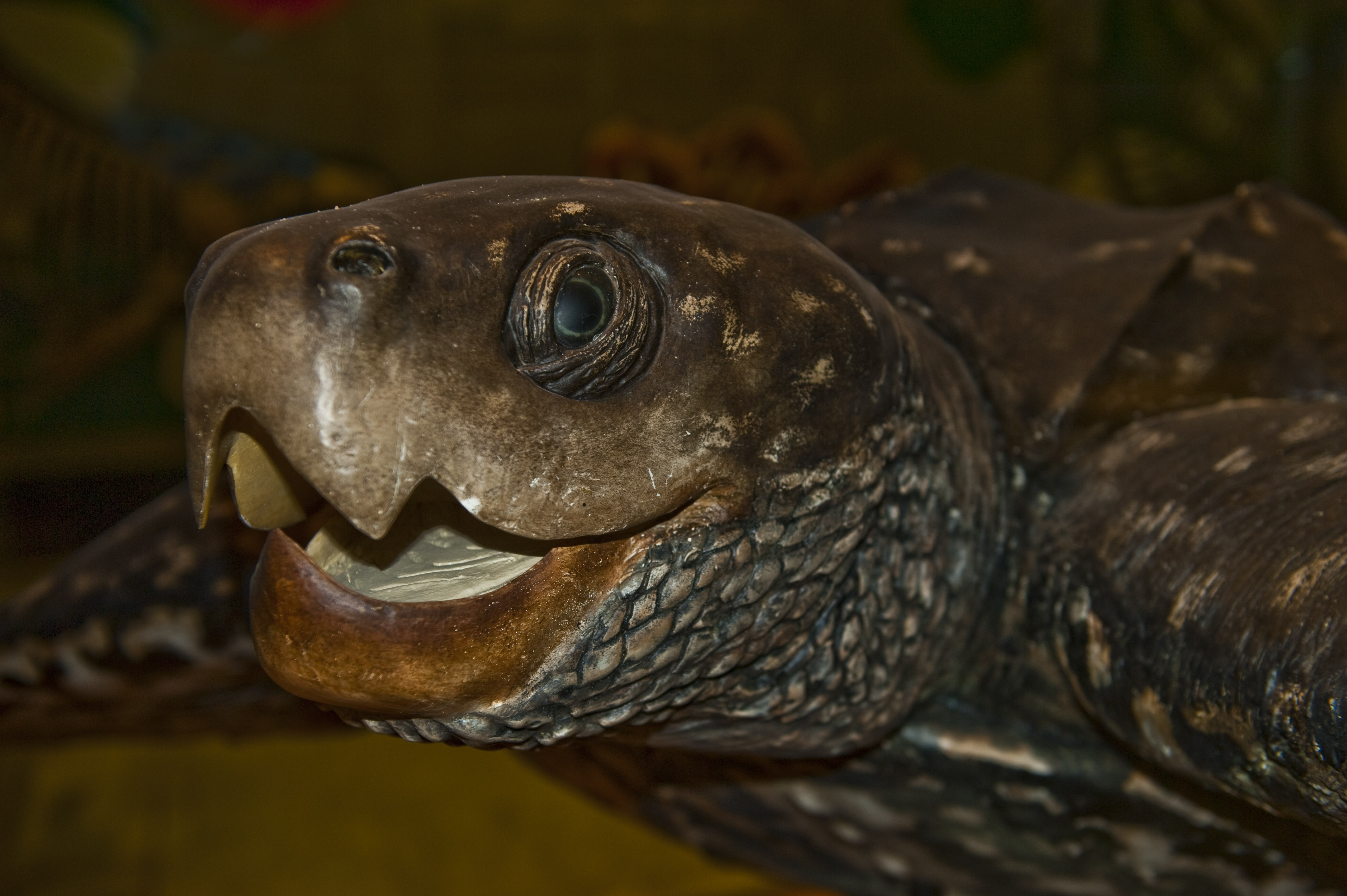
Kop van een opgezet exemplaar.

De lederschildpad heeft een lage economische waarde, omdat het vlees wordt beschouwd als onsmakelijk. Daarnaast wordt het dier streng beschermd waardoor het risico van illegaal stropen groot is tegenover een lage prijs. De eieren van de lederschildpad zijn echter gewild en worden in sommige landen beschouwd als een echte delicatesse, ze brengen daarom veel geld op.

### Menselijke bedreigingen
De mens is het grootste gevaar waar de schildpad daadwerkelijk onder te lijden heeft, mensen brengen schildpadden op verschillende manieren schade toe.
Naast de vernietiging van de legstranden voor onder andere toeristische doeleinden wordt de schildpad het slachtoffer van olielozingen en andere vervuiling en van verschillende soorten visserij, waarbij de schildpadden als bijvangst om het leven komt. Van de lederschildpad in de Grote Oceaan wordt aangenomen dat deze ernstig bedreigd is geraakt door visserij op volle zee. De schildpad leeft in dezelfde streken als populaire vissoorten, waardoor de schildpad als bijvangst in de netten belandt en stikt. Ook kunnen ze verstrikt raken en verdrinken in zogenaamde staande netten in de buurt van legstranden of gewond raken door schroeven van zowel toeristische vaartuigen als grote schepen. Een ander gevaar is dat ze drijvend afval zoals plastic zakken aanzien voor voedsel (kwallen). Hierdoor kan het spijsverteringsstelsel verstopt raken wat kan leiden tot de dood.
Stroperij komt ook voor, waarbij het niet zozeer om het vlees van de schildpad te doen is. Het vlees staat niet bekend als smakelijk, in tegenstelling tot het vlees van andere zeeschildpadden als de soepschildpad. Er is beschreven dat het vlees een giftige stof bevat (chelonitoxine), maar het vlees wordt in sommige streken gegeten. Het zijn met name de eieren die massaal worden geraapt ter consumptie, schildpad-eieren worden gezien als delicatesse en zijn veel geld waard. In een groot aantal landen zoals Suriname zijn maatregelen tegen stroperij genomen zoals het beschermen van de stranden en er zijn projecten gestart om de schildpad voor een verdere achteruitgang te behoeden.

### Bescherming

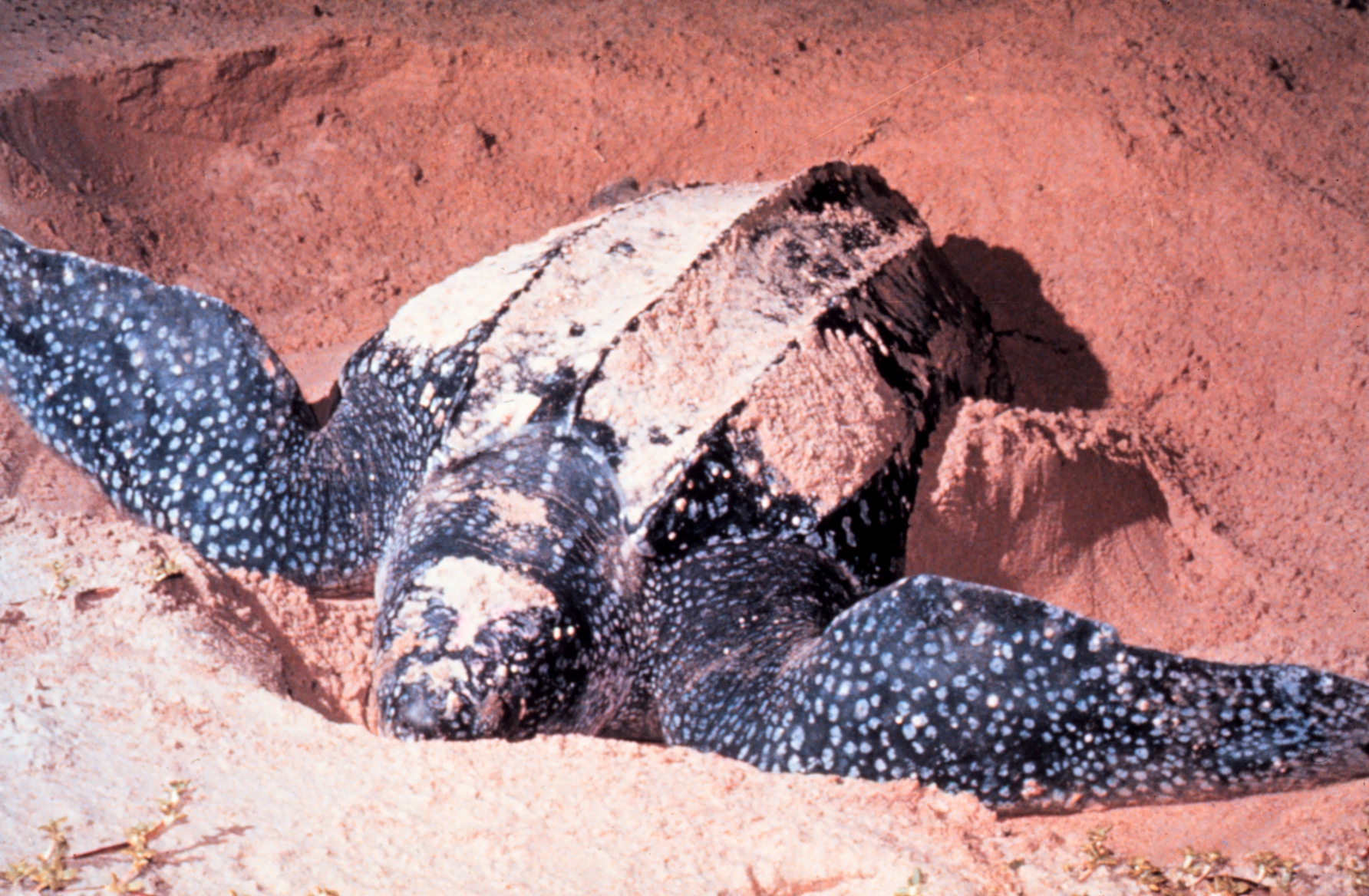
Een vrouwtje graaft een nest op het strand, dit is een kwetsbaar moment voor de schildpad, die tijdens de afzet van de eieren in een soort trance verkeert.

#### Versnipperde bescherming
Lederschildpadden leggen grote afstanden af en komen op hun weg vele gevaren tegen, een van de factoren die de schildpad bedreigen is zelfs louter het feit dat het dier in zoveel verschillende landen voorkomt. Als enkele landen waar de schildpad de eieren afzet de bescherming van de lederschildpad niet serieus nemen kan de populatie ernstig verzwakt raken, ongeacht de inspanningen die andere landen treffen om dezelfde populatie op open zee te beschermen. Andersom gaat het ook op; als de bescherming in de foerageergebieden niet serieus wordt genomen door landen die aan intensieve visserij doen, sorteren inspanningen om de legstranden te beschermen minder effect. Tot enkele decennia geleden was dit een groot probleem, maar regeringen, niet-gouvernementele organisaties en natuurbeschermingsorganisaties werken steeds meer samen om vele diersoorten, waaronder de lederschildpad, te beschermen.

#### Verdragen en organisaties
Er zijn verschillende internationale verdragen die onder andere de lederschildpad beschermen, zoals het CITES-verdrag (Convention on International Trade in Endangered Species of Wild Flora and Fauna) dat de import en export van diersoorten regelt, zodat bedreigde en beschermde soorten niet meer mogen worden verhandeld. Andere organisaties die de lederschildpad op hun rode lijst hebben staan zijn de Convention on Migratory Species (CMS). De Cartagena Conventie regelt de bescherming van bedreigde dieren als schildpadden middels het Specially Protected Areas and Wildlife (SPAW)-protocol. Van belang is verder de Inter-American Convention for the Protection and Conservation of Sea Turtles (IAC). Dit is de enige toonaangevende organisatie die specifiek is opgezet om in zee levende schildpadden te beschermen. Deze is ook door de regering van de Verenigde Staten geaccrediteerd.
Bekende Amerikaanse gouvernementele organisaties zijn de United States Fish and Wildlife Service (USFWS) en de National Marine Fisheries Service (NMFS), deze laatste behoort tot de National Oceanic and Atmospheric Administration (NOAA). De NMFS draagt zorg voor de mariene omstandigheden terwijl de USFWS de legstranden beschermd. Een bekend punt van kritiek is de achterwege blijvende intensieve handhaving en controle op de bijvangst van lederschildpadden, waardoor nog steeds vele exemplaren sterven.

#### Maatregelen
Het NMFS heeft verschillende maatregelen getroffen, zoals het tijdelijk sluiten van visserijgebieden in de buurt van de legstranden, om de dieren de kans te geven ongestoord hun eieren af te zetten zonder opgevist te worden. Een van de stokpaardjes van de NMFS is het ontwikkelen van visserijmethoden die wel de gewenste vangst, zoals vissen of kreeftachtigen als garnalen, boven water haalt, maar de schildpadden buiten de netten houdt of mogelijkheden biedt om te ontsnappen. Dergelijke methoden worden turtle excluder devices genoemd, afgekort TED's, wat vrij vertaald kan worden als schildpad-werende vangstmethoden. Dit is enigszins vergelijkbaar met andere beschermde zeedieren zoals dolfijnen, waarvoor eveneens diervriendelijke vangstmethoden zijn ontwikkeld. Deze methodes zijn duurder, maar de honderden kilo's wegende lederschildpad kan met zijn krachtige poten de netten verwoesten, zodat TED's ook voor de vissers aantrekkelijk kunnen zijn. Ook worden sommige stranden in de gaten gehouden door natuurorganisaties, wat een positief effect lijkt te hebben. Een voorbeeld is Trinidad waar op een enkel strand zoveel schildpadden de eieren afzetten dat ze onbedoeld elkaars nesten opgraven. Tegenwoordig worden zelfs stranden bezocht die vroeger genegeerd werden.
In de meeste landen is het vangen en doden van de lederschildpad verboden en worden de eierafzetplaatsen beschermd tegen stropers. De handel in schildpadproducten is eveneens verboden, op enkele producten na die gebruikt worden in rituele aangelegenheden.
Bedreigde reptielen worden soms in afgeschermde kweekprogramma's gefokt, zoals de brughagedis en verschillende soorten krokodilachtigen. Voor lederschildpadden is dit niet mogelijk omdat ze zich in gevangenschap of in afgeschermde gebieden nog nooit hebben voortgeplant. Wel worden gevangen juveniele exemplaren opgekweekt tot ze wat groter zijn.Dan hebben ze minder vijanden en een grotere overlevingskans, wat de populaties versterkt. Deze methode wordt bij vrijwel alle bedreigde schildpadden toegepast.

#### Monitoring
De populaties van de lederschildpad worden niet in kaart gebracht door de dieren zelf te tellen, maar door het aantal dieren dat het strand betreedt of het aantal nesten te monitoren. Deze methode heeft twee nadelen; ten eerste worden de mannetjes en de juvenielen volledig buiten beschouwing gelaten. Belangrijker is echter dat het effect van genomen maatregelen moeilijk herleid kan worden op het aantal vrouwtjes en nesten, omdat de vrouwtjes minstens veertien jaar nodig hebben om volwassen te worden en ze een geschatte leeftijd van dertig jaar bereiken. Vanwege het wereldwijde verspreidingsgebied is het praktisch onmogelijk om de dieren op open zee te tellen. In het belangrijkste deel van het verspreidingsgebied, de Pacifische populaties, is een afname van 80% beschreven bij de meeste legstranden. Op andere plaatsen is de teruggang niet zo groot en sommige populaties laten na een jarenlange achteruitgang een zekere stabilisatie of zelfs een lichte toename zien. In wetenschappelijk publicaties wordt de achteruitgang van de strandbezoekende vrouwtjes wereldwijd geschat op ongeveer 70%.
Het belangrijkste gebied langs de Atlantische Oceaan is waarschijnlijk de kust van Guinee maar exacte broedgegevens ontbreken. In het Caraïbisch Gebied is bij sommige afzetplaatsen een lichte toename waargenomen, maar de aantallen zijn slechts een fractie in vergelijking met die van nog geen decennium geleden.

## Naamgeving en taxonomie

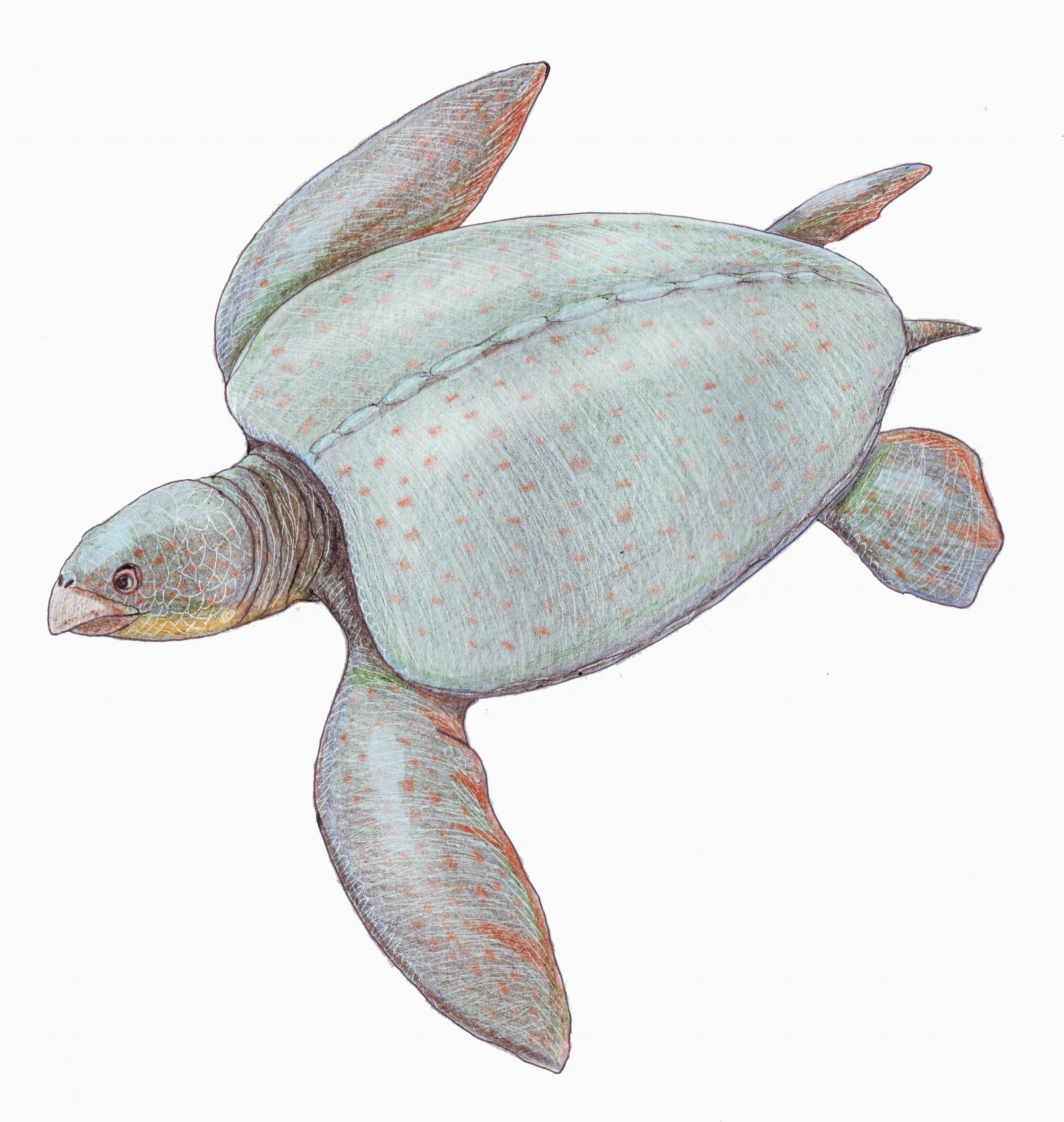
Protosphargis is een uitgestorven verwant van de lederschildpad.

De wetenschappelijke naam betekent letterlijk lederige huidschildpad; de geslachtsnaam Dermochelys betekent huid-schild (dermo-chelys) en de soortnaam coriacea betekent 'lederachtig'. De Nederlandse benaming lederschildpad of leerschildpad is afgeleid van de dikke, leerachtige laag op het rugschild in plaats van de uit keratine bestaande hoornschilden die vrijwel alle andere schildpadden dragen ter bescherming. Zie ook het kopje Kenmerken.
De lederschildpad is ook bekend onder lokale benamingen, de soort wordt in Suriname Aitkantie genoemd, op de Antillen staat de soort bekend als drikil (driekiel). Ook in andere talen is de naam afgeleid van het kenmerkende schild, zoals het Duitse Lederschildkröte en het Engelse Leatherback Sea Turtle.

### Taxonomie
Ondanks de permanent in zee zwemmende levenswijze behoort de lederschildpad niet tot de taxonomische groep van de zeeschildpadden. De lederschildpad is de enige nog levende vertegenwoordiger van de Dermochelydae of lederschildpadden. Alle andere soorten uit deze familie zijn voor zover bekend al lang geleden uitgestorven en alleen aangetroffen als fossiel. Als enige vertegenwoordiger van zijn familie wordt de lederschildpad wel een levend fossiel genoemd.
Een andere familie van in zee levende schildpadden zijn de Cheloniidae of zeeschildpadden, waarvan tegenwoordig nog zes soorten bestaan. De lederschildpad is dus een in zee levende schildpad, maar behoort niet tot de taxonomische groep van de zeeschildpadden, wat weleens tot verwarring leidt. De lederschildpad is eenvoudig van de zeeschildpadden te onderscheiden, zie ook onder Uiterlijke kenmerken.
De nominaatvorm van de lederschildpad, Dermochelys coriacea coriacea, werd voor het eerst in 1761 door Vandelli beschreven als Testudo coriacea. Het geslacht Testudo behoort tegenwoordig echter tot de niet-verwante landschildpadden. De lederschildpad werd in de loop der tijd tot verschillende geslachten gerekend, waaronder het geslacht Sphargis, dat tegenwoordig niet meer wordt erkend. Andere voorbeelden van verouderde geslachtsnamen voor de lederschildpad zijn Chelonia (tegenwoordig: zeeschildpadden), Dermochelis (nooit erkend vanwege de spelfout) en Dermatochelys. Omdat sinds 1985 de naam Dermochelys coriacea onveranderd is gebleven, verwijst alleen oudere literatuur nog naar een vervallen naam. De ondersoort Dermochelys coriacea schlegeli werd beschreven door Samuel Garman in 1884.